# Forward raytracing
Forward raytracing (proste śledzenie promieni) – metoda śledzenia promieni, która w przeciwieństwie do standardowej, czyli wstecznego śledzenia promieni (ang. backward raytracing), rozpoczyna analizowanie promieni nie od kamery (obserwatora), lecz od źródeł światła. Określenie forward oznacza, że symulowane promienie poruszają się w tym samym kierunku i mają ten sam zwrot co w świecie rzeczywistym.
Daje ona lepsze wyniki niż raytracing wsteczny, lecz wymaga nieporównywalnie większej mocy obliczeniowej. Jest więc używana tylko do pewnych specjalnych zastosowań, mających niewiele wspólnego z fotorealistycznym renderingiem, takich jak badanie właściwości sprzętu optycznego oraz w rozwiązaniach hybrydowych w połączeniu ze standardowym raytracingiem.